# William Prunier
William Prunier (Montreuil, 14 augustus 1967) is een voormalig Franse voetballer en huidig voetbaltrainer. Prunier was een verdediger.

## Spelerscarrière
Prunier begon zijn carrière bij RSC Montreuil en sloot zich vervolgens aan bij de jeugdopleiding van AJ Auxerre. Hij stroomde door naar het eerste elftal en behoorde tot dezelfde generatie als Éric Cantona, Basile Boli, Pascal Vahirua en Daniel Dutuel. Prunier speelde jarenlang voor Auxerre en schopte het er zelfs tot kapitein.
In 1993 verhuisde hij naar Olympique Marseille, dat toen net de Champions League had gewonnen. De club moest door een omkoopschandaal op het einde van het seizoen verplicht naar tweede klasse degraderen, waarop Prunier naar Bordeaux trok. Prunier speelde bij Bordeaux samen met spelers als Zinédine Zidane, Christophe Dugarry en Bixente Lizarazu, maar slaagde er niet echt in om zijn stempel te drukken bij les Girondins. Tot ieders verbazing werd hij in het seizoen 1995-1996 echter uitgeleend aan Manchester United. Hij speelde slechts twee wedstrijden voor The Red Devils en werd vervolgens opnieuw uitgeleend, ditmaal aan FC Kopenhagen.
Na zijn buitenlands avontuur speelde Prunier nog een seizoen bij Montpellier HSC. Hij speelde vervolgens kort bij Napoli, Heart of Midlothian en KV Kortrijk. In 1999 tekende hij bij Toulouse FC, waar hij uiteindelijk vijf seizoen speelde. Prunier sloot zijn spelerscarrière in 2004 af bij het Qatarese Al-Sailiya.

## Trainerscarrière
Prunier werd in 2007 assistent-trainer van Stéphane Paille bij derdeklasser AS Cannes. Wanneer Paille in maart 2008 ontslagen werd, verliet Prunier eveneens de club. Hij werkte daarna nog als hoofdtrainer bij JS Cugnaux, US Colomiers en Consolat Marseille en is sinds 2015 trainer van het reservenelftal van Montpellier HSC.